# Eishockey-Europameisterschaft der U18-Junioren 1988
Die 21. Eishockey-Europameisterschaft der U18-Junioren fand vom  9. bis 17. April 1988 in den  tschechischen Städten Frýdek-Místek, Olomouc, Přerov und Vsetín statt. Die Spiele der B-Gruppe wurden vom 25. März bis 1. April 1988 in Briançon in Frankreich ausgetragen. Austragungsort der C-Gruppe war vom  6. bis 9. April 1988  San Sebastián in Spanien.

## A-Gruppe

### Vorrunde
Gruppe 1
| Spiele      | FIN  | SWE  | SUI  | ROM  | Tore  | Pkt. |
| ----------- | ---- | ---- | ---- | ---- | ----- | ---- |
| 1. Finnland |      | 7:3  | 11:1 | 18:0 | 36:04 | 6:0  |
| 2. Schweden | 3:7  |      | 9:4  | 21:0 | 28:10 | 4:2  |
| 3. Schweiz  | 1:11 | 4:9  |      | 4:2  | 09:22 | 2:4  |
| 4. Rumänien | 0:18 | 0:21 | 2:4  |      | 02:43 | 0:6  |

Gruppe 2
| Spiele              | URS  | TCH  | NOR  | POL  | Tore  | Pkt. |
| ------------------- | ---- | ---- | ---- | ---- | ----- | ---- |
| 1. UdSSR            |      | 6:4  | 9:0  | 12:0 | 27:04 | 6:0  |
| 2. Tschechoslowakei | 4:6  |      | 11:1 | 6:0  | 21:07 | 4:2  |
| 3. Norwegen         | 0:9  | 1:11 |      | 7:3  | 08:23 | 2:4  |
| 4. Polen            | 0:12 | 0:6  | 3:7  |      | 03:25 | 0:6  |

### Endrunde
Für die Endrunde wurden die untereinander erzielten Ergebnisse aus der Vorrunde übernommen. Diese Resultate sind hier in Klammern dargestellt. Die Letzten der beiden Vorrunden-Gruppen ermittelten den Absteiger im Play-off-Modus.
Meisterrunde
| Spiele              | TCH    | FIN    | URS   | SWE   | NOR    | SUI   | Tore  | Pkt. |
| ------------------- | ------ | ------ | ----- | ----- | ------ | ----- | ----- | ---- |
| 1. Tschechoslowakei |        | 5:3    | (4:6) | 6:2   | (11:1) | 10:1  | 36:13 | 8:02 |
| 2. Finnland         | 3:5    |        | 3:2   | (7:3) | 7:1    | 11:1  | 31:12 | 8:02 |
| 3. UdSSR            | (6:4)  | 2:3    |       | 3:3   | (9:0)  | 12:1  | 32:11 | 7:03 |
| 4. Schweden         | 2:6    | (3:7)  | 3:3   |       | 8:2    | (9:4) | 25:22 | 5:05 |
| 5. Norwegen         | (1:11) | 1:7    | (0:9) | 2:8   |        | 11:2  | 15:37 | 2:08 |
| 6. Schweiz          | 1:10   | (1:11) | 1:12  | (4:9) | 2:11   |       | 09:53 | 0:10 |

Abstiegsspiele
| Rumänien | 7:3 (3:1, 2:0, 2:2) | 1:6 (0:3, 0:1, 1:2) | 3:2 n. P. (1:0, 1:2, 0:0, 0:0, 1:0) | Polen |  |

### Meistermannschaften
| U18-Europameister Tschechoslowakei | Roman Turek, Robert Horyna, Zdeněk Orct – Jiří Vykoukal, Richard Šmehlík, Ján Varholík, Martin Bakula, Daniel Stanček, Pavol Sýkorčin, Matej Bukna – Robert Reichel, Robert Holík, Luboš Rob, Pavol Zůbek, Peter Zůbek, Roman Kontšek, Ladislav Karabín, Miroslav Mach, David Čermák, Petr Bareš, Marián Uharček Trainerstab: : Rudolf Tománek, Josef Vimmer                                              |
| Silber Finnland                    | Henry Eskelinen – Pasi Räty – Mikko Auranen, Veli-Pekka Kautonen, Karri Kivi, Juha Lampinen, Janne Laukkanen, Mika Strömberg – Petri Aaltonen, Juha Ikonen, Petro Koivunen, Pasi Peltonen, Tommi Pullola, Rauli Raitanen, Teemu Selänne, Keijo Säilynoja, Antti Törmänen, Mika Välilä, Tommy Wide |
| Bronze Sowjetunion                 | Andrei Batalow, Konstantin Bachutaschwili – Igor Iwanow, Sergei Tertyschny, Sergei Subow, Alexander Karpowzew, Oleg Kobsew, Oleksandr Hodynjuk – Roman Oksjuta, Pawel Bure, Sergei Gomoljako, Sergei Boldoweschko, Andrei Potaitschuk, Igor Koroljow, Alik Garejew, Oleg Santurjan, Wjatscheslaw Koslow, Wiktor Gordijuk, Iwan Swinzizki, Māris Drelings Trainerstab: Gennadi Zygurow, Wladimir Bogomolow |

### Auszeichnungen
| Auszeichnung       | Spieler         | Team     |
| ------------------ | --------------- | -------- |
| Top-Scorer         | Teemu Selänne   | Finnland |
| Bester Torhüter    | Henry Eskelinen | Finnland |
| Bester Verteidiger | Sergei Subow    | UdSSR    |
| Bester Stürmer     | Petri Aaltonen  | Finnland |

All-Star-Team
| Angriff:      | Teemu Selänne – Robert Reichel – Pawel Bure |
| Verteidigung: | Jiří Vykoukal – Sergei Subow                |
| Tor:          | Roman Turek                                 |

## B-Gruppe

### Vorrunde
Gruppe 1
| Spiele            | BRD | YUG | FRA  | NED  | Tore  | Pkt. |
| ----------------- | --- | --- | ---- | ---- | ----- | ---- |
| 1. BR Deutschland |     | 8:3 | 3:2  | 5:0  | 16:05 | 6:0  |
| 2. Jugoslawien    | 3:8 |     | 4:3  | 8:3  | 15:14 | 4:2  |
| 3. Frankreich     | 2:3 | 3:4 |      | 11:1 | 16:08 | 2:4  |
| 4. Niederlande    | 0:5 | 3:8 | 1:11 |      | 04:24 | 0:6  |

Gruppe 2
| Spiele            | AUT | DEN | ITA | GBR | Tore  | Pkt. |
| ----------------- | --- | --- | --- | --- | ----- | ---- |
| 1. Österreich     |     | 5:0 | 3:0 | 9:3 | 17:03 | 6:0  |
| 2. Dänemark       | 0:5 |     | 6:2 | 7:0 | 13:07 | 4:2  |
| 3. Italien        | 0:3 | 2:6 |     | 3:3 | 05:12 | 1:5  |
| 4. Großbritannien | 3:9 | 0:7 | 3:3 |     | 06:19 | 1:5  |

### Endrunde
Für die beiden Gruppen der Endrunde wurden die untereinander erzielten Ergebnisse aus der Vorrunde übernommen. Diese Resultate sind hier in Klammern dargestellt.
Aufstiegsrunde
| Spiele            | BRD   | AUT   | YUG   | DEN   | Tore  | Pkt. |
| ----------------- | ----- | ----- | ----- | ----- | ----- | ---- |
| 1. BR Deutschland |       | 5:1   | (8:3) | 6:0   | 19:04 | 6:0  |
| 2. Österreich     | 1:5   |       | 2:2   | (5:0) | 08:07 | 3:3  |
| 3. Jugoslawien    | (3:8) | 2:2   |       | 5:3   | 10:13 | 3:3  |
| 4. Dänemark       | 0:6   | (0:5) | 3:5   |       | 03:16 | 0:6  |

Abstiegsrunde
| Spiele            | ITA   | FRA    | NED    | GBR   | Tore  | Pkt. |
| ----------------- | ----- | ------ | ------ | ----- | ----- | ---- |
| 1. Italien        |       | 5:3    | 9:6    | (3:3) | 17:12 | 5:1  |
| 2. Frankreich     | 3:5   |        | (11:1) | 8:6   | 22:12 | 4:2  |
| 3. Niederlande    | 6:9   | (1:11) |        | 7:2   | 14:22 | 2:4  |
| 4. Großbritannien | (3:3) | 6:8    | 2:7    |       | 11:18 | 1:5  |

### Auszeichnungen
| Auszeichnung       | Spieler        | Team           |
| ------------------ | -------------- | -------------- |
| Top-Scorer         | Thomas Galliou | Frankreich     |
| Bester Torhüter    | Claus Dalpiaz  | Österreich     |
| Bester Verteidiger | Jörg Mayr      | BR Deutschland |
| Bester Stürmer     | Thomas Galliou | Frankreich     |

All-Star-Team
| Angriff:      | Tomaž Vnuk – Tobias Abstreiter – Thomas Galliou |
| Verteidigung: | Jim Johnston – Warren Rost                      |
| Tor:          | Bernd Zimmer                                    |

## C-Gruppe
| Spiele       | BUL | ESP  | HUN | BEL  | Tore  | Pkt. |
| ------------ | --- | ---- | --- | ---- | ----- | ---- |
| 1. Bulgarien |     | 2:1  | 4:0 | 9:4  | 15:05 | 6:0  |
| 2. Spanien   | 1:2 |      | 6:5 | 15:4 | 22:11 | 4:2  |
| 3. Ungarn    | 0:4 | 5:6  |     | 9:1  | 14:11 | 2:4  |
| 4. Belgien   | 4:9 | 4:15 | 1:9 |      | 09:33 | 0:6  |

### Auszeichnungen
| Auszeichnung | Spieler       | Team    |
| ------------ | ------------- | ------- |
| Top-Scorer   | J.-A. Aragoya | Spanien |